# Tegmenia
Tegmenia is een geslacht van uitgestorven kreeftachtigen uit de klasse van de Ostracoda (mosselkreeftjes).

## Soorten
- Tegmenia apiarium Bonaduce, Ruggieri, Russo & Bismuth, 1992 †
- Tegmenia plexa Bonaduce, Ruggieri, Russo & Bismuth, 1992 †
- Tegmenia rugosa (Costa, 1853) Bonaduce, Ruggieri & Russo, 1988 †
- Tegmenia siderea Bonaduce, Ruggieri, Russo & Bismuth, 1992 †
- Tegmenia tegminata Bonaduce, Ruggieri & Russo, 1988 †